# New Moon on Monday
«New Moon on Monday» —en español: «Luna Nueva en Lunes»— es el decimosegundo sencillo de la banda británica de new wave Duran Duran.

## La canción
El primer sencillo que se lanzó en 1984 del tercer álbum de la banda Seven and the Ragged Tiger (1983), fue un éxito, alcanzando el Top 10 en ambas listas musicales británicas y estadounidenses. El 11 de febrero de 1984, el sencillo alcanzó el puesto # 9 de la UK Singles Chart y el 17 de marzo, alcanzó el número 10 en la Billboard Hot 100, después de entrar el 14 de enero de 1984 en el #56. Por desgracia, la canción comenzó a tener una caída rápida en las listas de éxitos a mediados de abril de 1984, aunque aún es una de las más exitosas de la banda. La canción no se realiza normalmente en directo en muchos conciertos, en comparación con las demás canciones y éxitos de Duran Duran.
No tuvo un buen chart en Australia y Escandinavia, territorios en los que su predecesor, "Union of the Snake", había sido un gran éxito. Esta tendencia se invirtió con el sencillo, "The Reflex", que se convirtió en un número uno en todo el mundo.
En una revisión en retrospectiva de la canción, "New Moon on Monday" fue elogiado por Allmusic, el periodista Donald A. Guarisco, quien escribió: "La música tiene las inusuales letras unidas por un conjunto de melodías efervescentes en un verso que rebotan de alta y baja a un coro triunfal de sonido con un ambiente entusiasta."

## Video musical
El video de "The Reflex" fue filmado por el director Brian Grant durante la helada primera semana de enero de 1984, en la localidad de Noyers de Francia. Tiene una historia vagamente esbozada en la que la banda aparece como miembros de una rebelión clandestina llamada "La Luna" -The Moon, en Inglés- (el nombre es una de las pocas conexiones entre el contenido del video y las letras de las canciones), que organizaba una revuelta contra un régimen militar opresivo moderno, al parecer en Francia.
"Nos propusimos hacer una pequeña película", recordó Grant. "No estoy seguro de lo hemos conseguido." No era la primera opción para grabar el vídeo, la primera era Russell Mulcahy, director de muchos otros videos de la banda, pero en ese momento no estaba disponible.
Existen varias versiones de este video. La más larga es de 17 minutos que incluye una introducción ampliada antes de que comience la canción, incluyendo una escena de diálogo entre Simon Le Bon y la protagonista femenina de la historia, interpretado por Patricia Barzyk, ganadora de Miss Francia en 1980 y un breve fragmento de "Union of the Snake" que se escucha en la radio, y se encuentra a un prolongado remix de la canción. Una versión más breve, con una introducción hablada en francés, fue presentada inicialmente para MTV, que luego pidió una versión aún más corta y sin el prólogo.
Sin embargo, otra versión fue producida para la colección de videos Dancing on the Valentine, que muestran escenas con iluminación azul de los miembros de la banda frente a un telón de fondo de luna llena. Todas menos una de las versiones fueron incluidas en la compilación de DVD 2004 Greatest.
Andy Taylor y Nick Rhodes dijeron que este es el video menos favorito de la banda. "Todo el mundo odia ..., sobre todo la terrible escena al final donde todos bailan juntos", Taylor escribió en sus memorias. "Incluso hoy en día, me estremezco y me voy si alguien la toca." Recuerda que eran miserables ya al haber tenido que acortar sus vacaciones de Navidad para grabar el vídeo, y pasó la mayor parte del día bebiendo, sobre el conjunto oscuro y frío, hasta el punto de que estaba "medio cocido" cuando las últimas escenas fueron filmadas. "Es una de las pocas veces que he visto a Nick bailar".

## Formatos y canciones
– Sencillo en 7": EMI
1. «New Moon on Monday»  – 4:16
2. «Tiger Tiger» (Ian Little Remix) – 3:28

 – Sencillo en 12": EMI
1. «New Moon on Monday» (Dance Mix) – 6:03
2. «New Moon on Monday»  – 4:16
3. «Tiger Tiger» (Ian Little Remix) – 3:28

- CD: Part of "Singles Box Set 1981-1985" boxset

1. «New Moon on Monday»  – 4:16
2. «Tiger Tiger» (Ian Little Remix) – 3:28
3. «New Moon on Monday» (Dance Mix) – 6:03

## Posicionamiento en listas y certificaciones

### Listas semanales
| País           | Mejor posición |
| -------------- | -------------- |
| Reino Unido    | 9              |
| Estados Unidos | 10             |
| Canadá         | 4              |
| Países Bajos   | 26             |
| Nueva Zelanda  | 4              |
| Irlanda        | 5              |
| Australia      | 48             |

## Otras apariciones
Álbumes:
- Seven and the Ragged Tiger (1983)
- Greatest (1998)
- Night Versions: The Essential Duran Duran (1998, US only)
- Strange Behaviour (1999)
- VH1: The Big 80's Pop (2001)
- Singles Box Set 1981–1985 (2003)

Videos:
- Dancing on The Valentine (1984)
- Greatest (1998)

## Personal
- Simon Le Bon - voz principal y coros
- Andy Taylor - guitarras
- John Taylor - bajo
- Nick Rhodes - sintetizadores
- Roger Taylor - batería
  - Andy Hamilton - saxofonista
  - Michelle Cobbs - corista
  - BJ Nelson - corista